# Valley View (Ohio)
Valley View és una població dels Estats Units a l'estat d'Ohio. Segons el cens del 2000 tenia 2.179 habitants.

## Demografia
Segons el cens del 2000, Valley View tenia 2.179 habitants, 779 habitatges, i 634 famílies. La densitat de població era de 149,4 habitants/km².
Dels 779 habitatges en un 34% hi vivien nens de menys de 18 anys, en un 70,9% hi vivien parelles casades, en un 7,8% dones solteres, i en un 18,6% no eren unitats familiars. En el 16,4% dels habitatges hi vivien persones soles el 6,8% de les quals corresponia a persones de 65 anys o més que vivien soles. El nombre mitjà de persones vivint en cada habitatge era de 2,8 i el nombre mitjà de persones que vivien en cada família era de 3,16.
Per edats la població es repartia de la següent manera: un 24% tenia menys de 18 anys, un 7,6% entre 18 i 24, un 23,8% entre 25 i 44, un 30,7% de 45 a 60 i un 14% 65 anys o més.
L'edat mediana era de 42 anys. Per cada 100 dones de 18 o més anys hi havia 95,2 homes.
La renda mediana per habitatge era de 64.063 $ i la renda mediana per família de 71.080 $. Els homes tenien una renda mediana de 50.521 $ mentre que les dones 32.589 $. La renda per capita de la població era de 26.560 $. Aproximadament el 2,8% de les famílies i el 3,1% de la població estaven per davall del llindar de pobresa.

## Poblacions més properes
El següent diagrama mostra les poblacions més properes.